# TAS2R40
TAS2R40 (англ. Taste 2 receptor member 40) – білок, який кодується однойменним геном, розташованим у людей на короткому плечі 7-ї хромосоми. Довжина поліпептидного ланцюга білка становить 323 амінокислот, а молекулярна маса — 36 812.
| 10         |  | 20         |  | 30         |  | 40         |  | 50         |
| ---------- |  | ---------- |  | ---------- |  | ---------- |  | ---------- |
| MATVNTDATD |  | KDISKFKVTF |  | TLVVSGIECI |  | TGILGSGFIT |  | AIYGAEWARG |
| KTLPTGDRIM |  | LMLSFSRLLL |  | QIWMMLENIF |  | SLLFRIVYNQ |  | NSVYILFKVI |
| TVFLNHSNLW |  | FAAWLKVFYC |  | LRIANFNHPL |  | FFLMKRKIIV |  | LMPWLLRLSV |
| LVSLSFSFPL |  | SRDVFNVYVN |  | SSIPIPSSNS |  | TEKKYFSETN |  | MVNLVFFYNM |
| GIFVPLIMFI |  | LAATLLILSL |  | KRHTLHMGSN |  | ATGSRDPSMK |  | AHIGAIKATS |
| YFLILYIFNA |  | IALFLSTSNI |  | FDTYSSWNIL |  | CKIIMAAYPA |  | GHSVQLILGN |
| PGLRRAWKRF |  | QHQVPLYLKG |  | QTL        |  |            |  |            |

A: Аланін

C: Цистеїн

D: Аспарагінова кислота

E: Глутамінова кислота

F: Фенілаланін

G: Гліцин

H: Гістидин

I: Ізолейцин

K: Лізин

L: Лейцин

M: Метіонін

N: Аспарагін

P: Пролін

Q: Глутамін

R: Аргінін

S: Серин

T: Треонін

V: Валін

W: Триптофан

Кодований геном білок за функціями належить до рецепторів, g-білокспряжених рецепторів, білків внутрішньоклітинного сигналінгу. 
Локалізований у мембрані.